# Леви, Сильвен
Сильве́н Леви́ (фр. Sylvain Lévi; 1863—1935) — французский ориенталист.

## Биография
В 1889 году занял в École des Hautes études место доцента по санскриту. В 1890 г. стал читать курс по истории религии в Индии, а впоследствии стал директором секции истории индийских религий. В то же время стал читать санскрит и в Сорбонне; в 1890 г. за работу «Quid de Graecis veteram Indorum monumenta tradiderint» получил степень доктора словесности (docteur és lettres); в 1894 г. был назначен профессором санскрита в Collège de France.
Его труд об индийском театре считался классическим и пролил много света на не исследованную совершенно сторону индийской жизни. Кроме того, перевёл и издал первые 8 глав «Brhatkathamanjari» и опубликовал в 1898 году «La doctrine du sacrifice dans les Brahmanas». Вёл в «La Grande Encyclopédie» отдел литературы и религии Индии.
Он был президентом парижского Société de Linguistique, а также Société des Études Juives. Принимал участие в еврейской общественной жизни и состоял членом комитета «Alliance Israélite Universelle». В 1897 г. был командирован министерством народного просвещения в Индию.
Иностранный член-корреспондент Российской Академии наук c 30.11.1918 по Отделению исторических наук и филологии (разряд восточной словесности (индология)).
В 1912 году Сильвен Леви сотрудничал с русским поэтом-символистом Константином Бальмонтом, консультируя последнего по поводу перевода Буддачариты («Жизнь Будды») — поэмы индийского поэта Ашвагхоши, Бальмонт в то время осуществлял перевод поэмы на русский язык.